# Chrishell Stause
Terrina Chrishell Stause (nascida a 21 de julho de 1981) é uma actriz e corretora imobiliária americana. Ela é conhecida pelo seu papel no reality show da Netflix Selling Sunset, juntamente com papéis anteriores na televisão como Amanda Dillon em All My Children e Jordan Ridgeway em Days of Our Lives.

## Biografia
Stause foi noiva de Matthew Morrison de 9 de dezembro de 2006 a 2007.
Ambos os pais de Stause morreram de cancro de pulmão entre 2019 e 2020.
Stause tem uma irmã, Shonda, que apareceu na terceira temporada do Selling Sunset.